# 臺南市立麻豆國民中學
臺南市立麻豆國民中學，簡稱麻豆國中、麻中，位於臺南市麻豆區的一所國民中學，其前身為曾文初中，為前中華民國總統陳水扁及其夫人吳淑珍的母校。

## 校史
麻豆國中前身為「臺南尋常高等小學校蕭壟分教場蔴荳分離教室」，創立於1910年（日治明治43年），校址位於明治製糖株式會社本社內（總爺製糖所廠區）。最初僅有學生數男生3名、女生5名，均為製糖會社日籍員工子弟。1912年（大正元年）獨立設校，校名改為蔴荳尋常小學校，為六年制尋常科國民小學。
1913年增設「二年學制高等科」（同七、八年級），校名改稱「蔴荳尋常高等小學校」。1921年地方制度改正，因應地名雅化而改校名為「麻豆尋常高等小學校」。1933年（昭和8年），遷校至麻豆南勢現有校址。1941年，校名改稱「麻豆國民學校」。
1946年（民國35年）1月，校名改為「麻豆鎮第六國民學校」。同年4月，改校名為「臺南縣立曾文初級中學」，原肄業之日人子弟奉令遣送回國，少數肄業之臺籍一至六年級學生改編至麻豆鎮內各國民學校就讀。同年9月，正式施行三年制初級中學學制。
1956年，奉臺灣省政府教育廳核准兼辦「高中部」。同年8月，增設下營分部。1957年8月，增設六甲分部。1958年，奉准改為「完全中學」，計高中部3班、初中部14班，學生數768名。1960年8月，六甲分部及下營分部奉准獨立設校。1968年，因推行「九年國教」，奉令改制為「國民中學」。此後校園日益擴大，學生數突破3000，一度為臺南縣最大國民中學。

## 歷任校長

### 尋常小學校、尋常高等小學校、國民學校時期
| 任次 | 校長       | 任期時間              | 備註 |
| ---- | ---------- | --------------------- | ---- |
| 1    | 市村松榮   | －                    |      |
| 2    | 吉武治衛門 | －                    |      |
| 3    | 高橋勇太   | －                    |      |
| 4    | 石垣當秀   | －                    |      |
| 代理 | 李俊訓     | 1945年12月－1946年4月 | 代理 |

### 初中時期
| 任次 | 校長   | 任期時間             | 備註 |
| ---- | ------ | -------------------- | ---- |
| 1    | 胡丙申 | 1946年4月－1947年1月 |      |
| 2    | 毛招江 | 1947年1月－1948年4月 |      |
| 兼任 | 洪波浪 | 1948年4月－1948年8月 | 兼任 |
| 3    | 林明海 | 1948年8月－1949年8月 |      |
| 4    | 周之南 | 1949年8月－1958年1月 |      |
| 5    | 譚地大 | 1958年1月－1965年8月 |      |
| 6    | 劉智   | 1965年8月－1968年    |      |
| 7    | 李兆彥 | 1968年－1973年7月    |      |
| 代理 | 李陽春 | 1973年7月－1973年8月 | 代理 |
| 8    | 孫明德 | 1973年8月－1980年    |      |
| 9    | 徐崑河 | 1980年－1981年2月    |      |
| 10   | 黎盛榕 | 1981年2月－1985年9月 |      |
| 11   | 陳文政 | 1985年9月－1988年7月 |      |
| 代理 | 柯銀德 | 1988年7月－1988年8月 | 代理 |
| 12   | 陳永安 | 1988年8月－1992年2月 |      |
| 13   | 陳新春 | 1992年2月－2000年8月 |      |
| 14   | 林淑娥 | 2000年8月－2005年2月 |      |
| 代理 | 李培銘 | 2005年2月－2005年8月 | 代理 |
| 15   | 謝振宗 | 2005年8月－2013年8月 |      |
| 16   | 何政謀 | 2013年8月－2017年8月 |      |
| 17   | 蔡淑芬 | 2017年8月～至今      |      |

## 知名校友
- 吳淑珍
- 陳水扁
- 許添財

## 外部連結
- 臺南市立麻豆國民中學 （页面存档备份，存于）